# Lisa Ben
Edythe D. Eyde (7 de noviembre de 1921 - 22 de diciembre de 2015), más conocida por su seudónimo Lisa Ben, fue una escritora, música y compositora estadounidense. Ben es reconocida en la actualidad por haber creado la primera publicación lésbica conocida en el mundo, Vice Versa. Se encargó de producir la revista durante un año y de distribuirla a nivel local en Los Ángeles, California a finales de los años 1940. Después de su experiencia con Vice Versa, Ben se involucró activamente en el incipiente movimiento LGBT estadounidense, por lo que se le considera una pionera en este sentido.
Falleció el 22 de diciembre de 2015 a los 94 años. En ese momento, su muerte pasó desapercibida y no se publicaron obituarios.